# Brandholz (Bad Grönenbach)
Brandholz ist eine Einöde des Kneippheilbades Bad Grönenbach im Landkreis Unterallgäu in Bayern.

## Geografie

### Topographie
Die Einöde liegt in Oberschwaben in der Donau-Iller-Region, etwa drei Kilometer südwestlich von Bad Grönenbach, auf einer Höhe von 783 m ü. NN. An Brandholz grenzt nordwestlich der Weiler Manneberg. Unmittelbar südlich von Brandholz verläuft die Landkreisgrenze zwischen Unterallgäu und Oberallgäu.

### Geologie
Der Untergrund von Brandholz besteht aus einer Altmoräne mit Endmoränenzügen aus dem Pleistozän der Rißeiszeit. Der Grund besteht in diesem Bereich aus Kies und Sand sowie zum Teil aus Konglomerat.

## Geschichte
Brandholz wird im Urbar von 1512 erstmals erwähnt.